# Pszczyna vasútállomás
Pszczyna  vasútállomás egy lengyelországi vasútállomás, Pszczyna városban, a belvárostól keletre.

## Szomszédos állomások
A vasútállomáshoz az alábbi állomások vannak a legközelebb:
- Piasek
- Goczałkowice
- Pszczyna Czarków

## Galéria

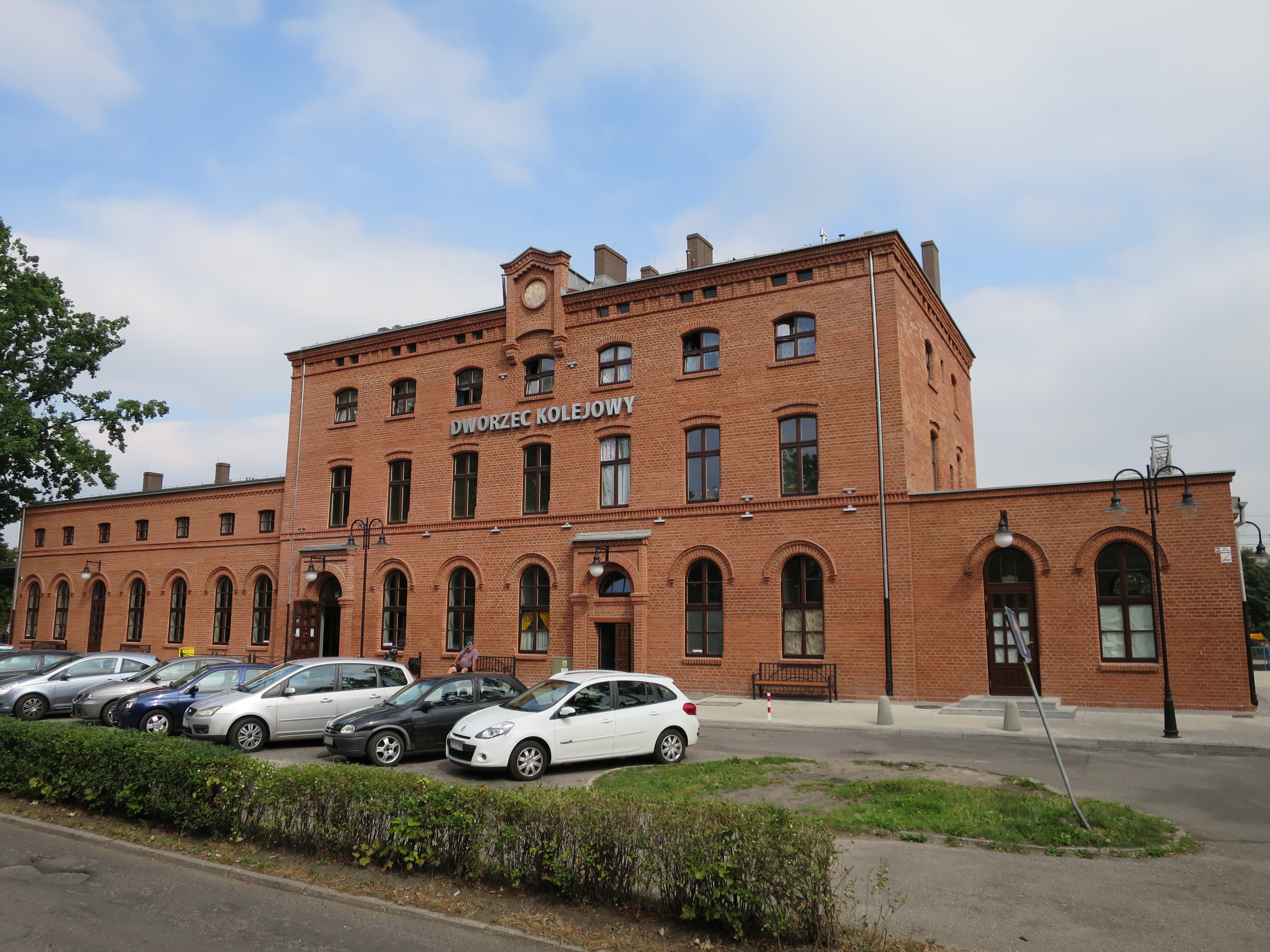
Az állomás kívülről
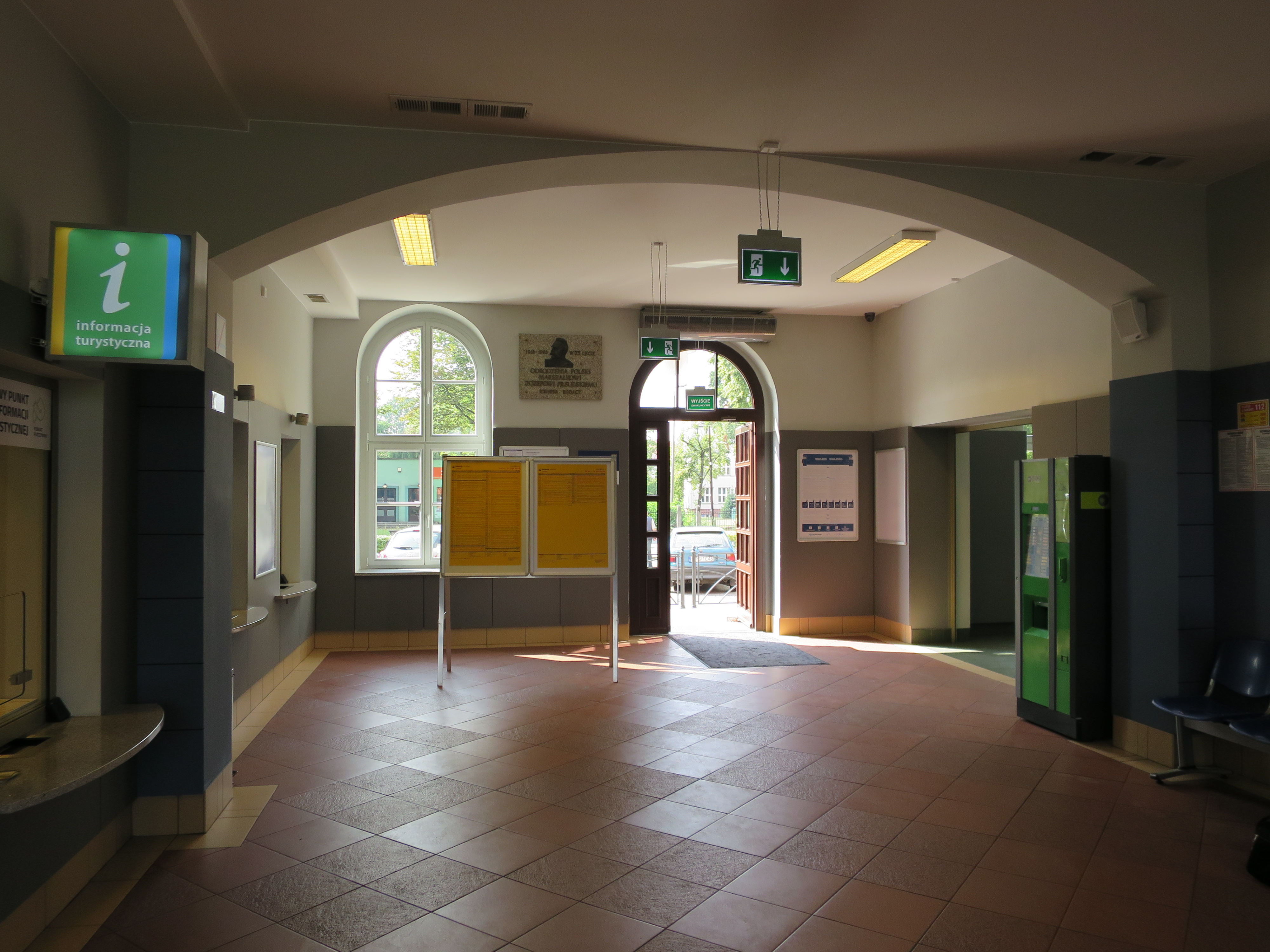
Az állomás belülről
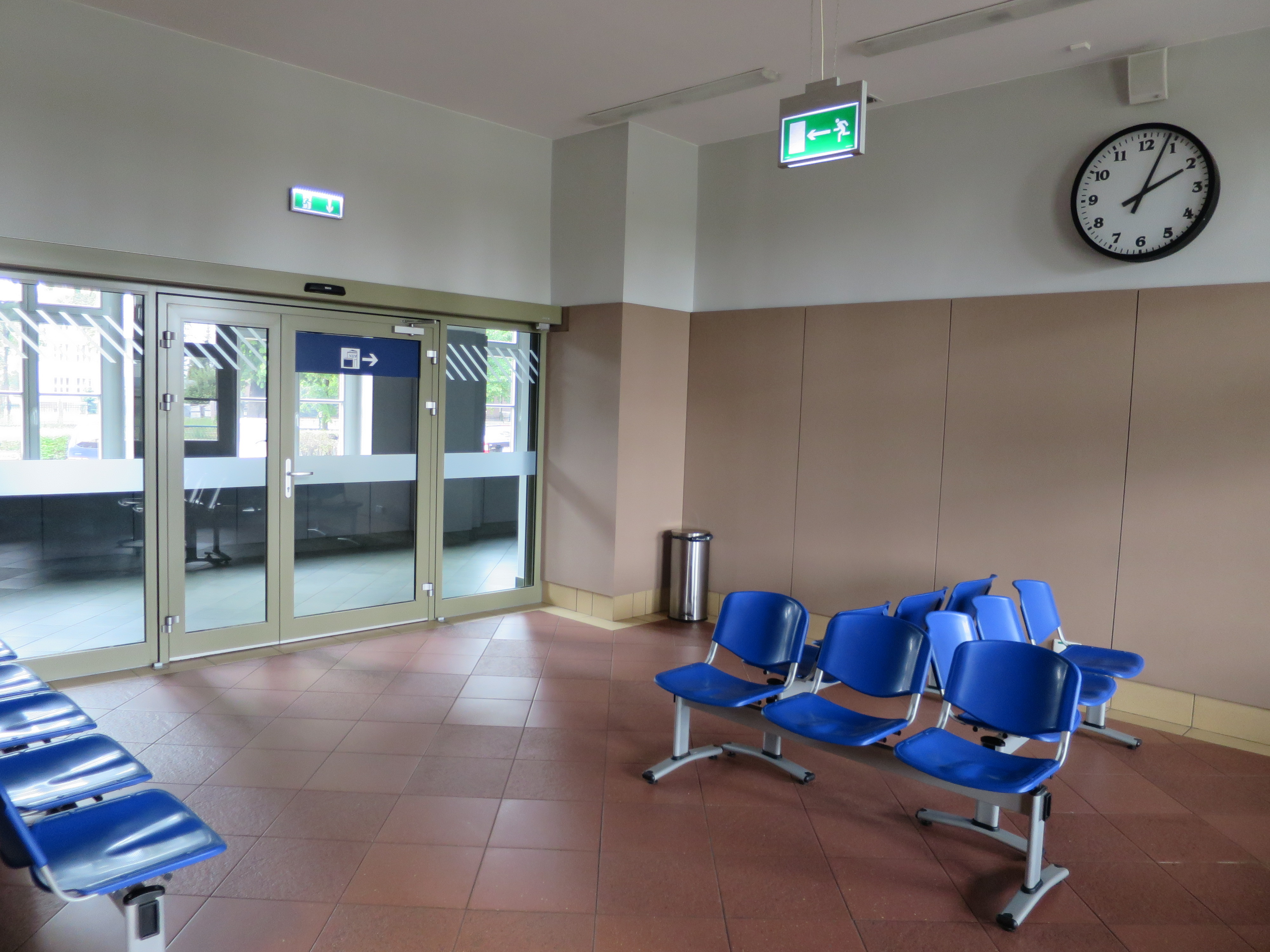
A váróterem
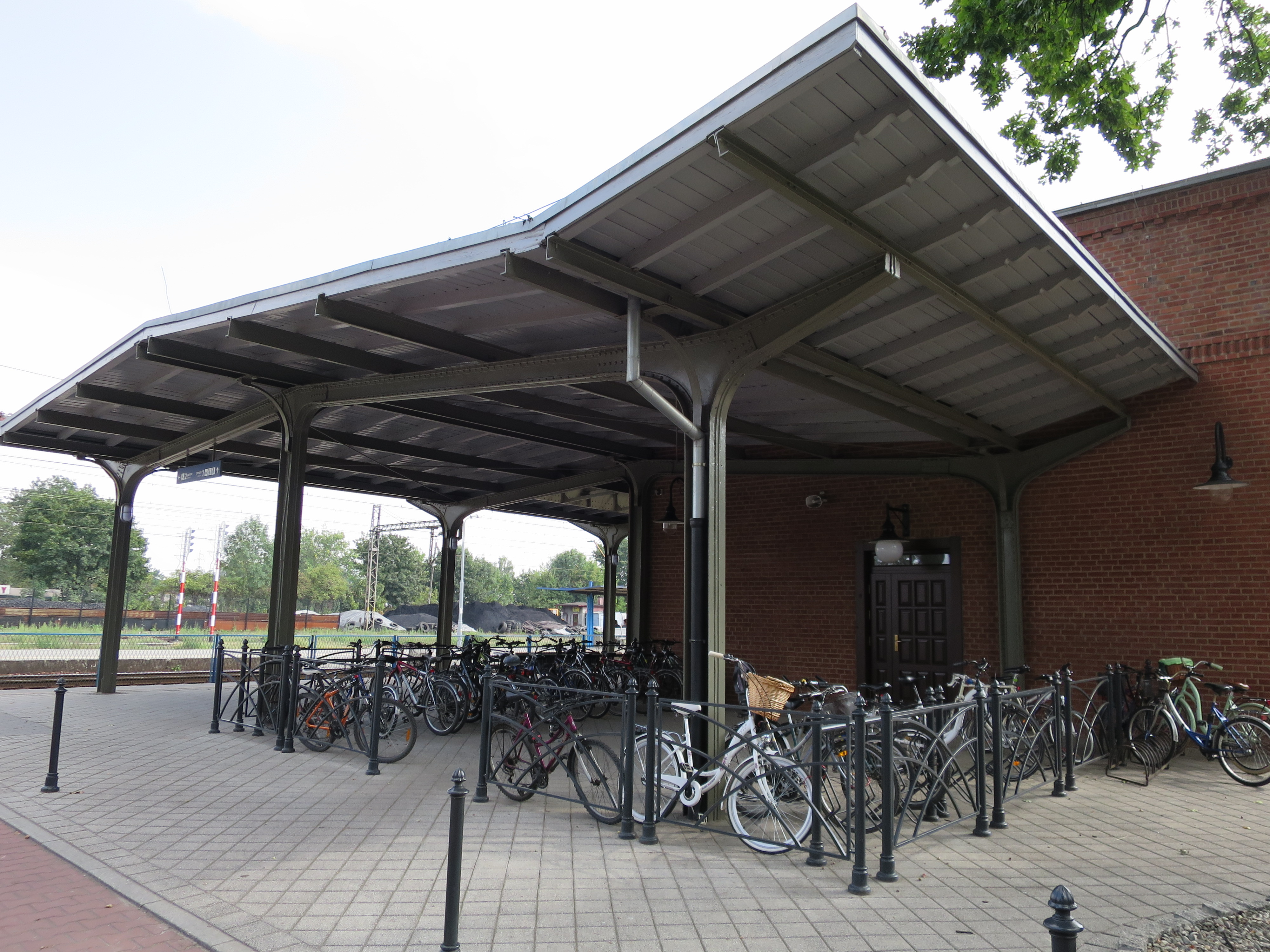
Kerékpártároló
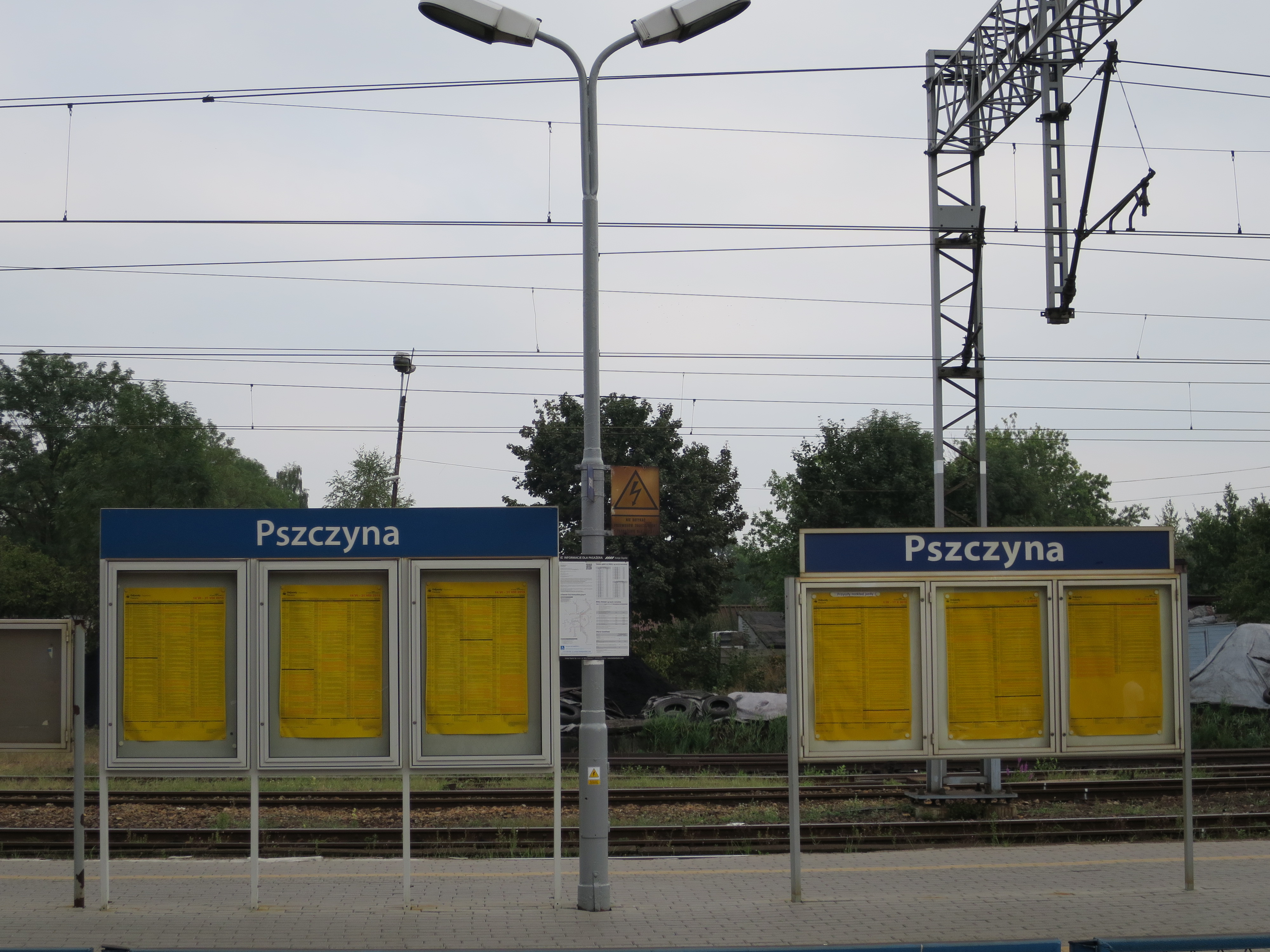
A peronok
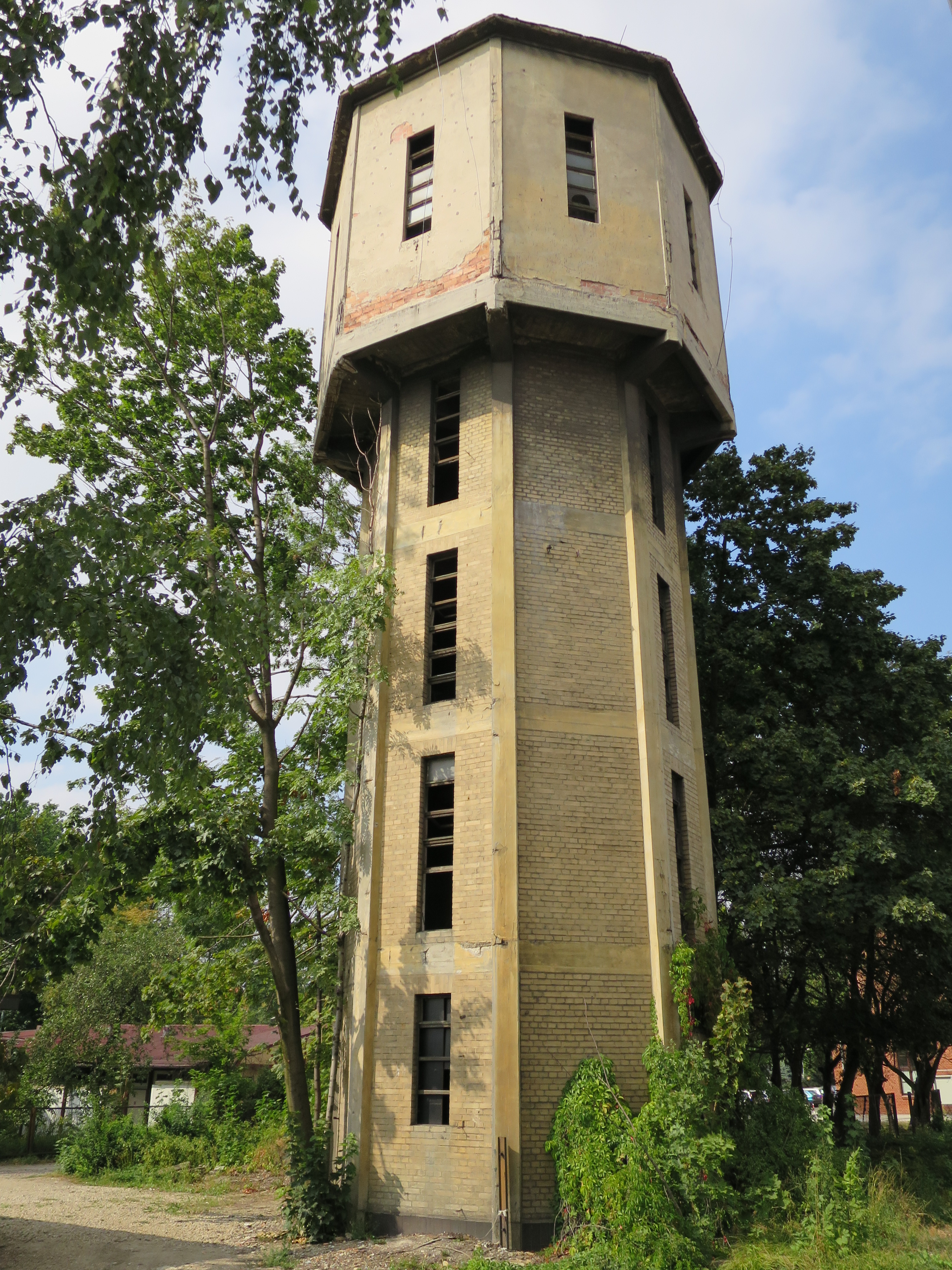
Víztorony

## Fordítás
- Ez a szócikk részben vagy egészben  a   Pszczyna (stacja kolejowa) című lengyel Wikipédia-szócikk fordításán alapul.  Az eredeti cikk szerkesztőit annak laptörténete sorolja fel. Ez a jelzés csupán a megfogalmazás eredetét és a szerzői jogokat jelzi, nem szolgál a cikkben szereplő információk forrásmegjelöléseként.